# Ektomorf (band)
 For alternative betydninger, se Ektomorf. (Se også artikler, som begynder med Ektomorf)
Ektomorf er et metalband fra Ungarn.
Deres lyd kan bedst beskrives som tung og etnisk-inspireret heavy metal og sigøjner-folklore (som kommer fra Farkas-brødrenes rødderi sigøjnerkulturen) som stærkt minder om Soulfly og Sepultura.

## Medlemmer
- Zoltán Farkas – sang, guitar
- Csaba Farkas – bas
- József Szakács – trommer
- Tamás Schrottner – guitar

De optrådte på Wacken Open Air i 2004 med deres sang "Gypsy".

## Diskografi
- Hangok (1996)
- Ektomorf (1998)
- Kalyi Jag (2000)
- I Scream Up To The Sky (2002)
- Destroy (2004)
- Instinct (2005)
- Live & Raw DVD (med en genudgivelse af Kalyi Jag) (2005)
- Outcast (2006)